# Асуми, Кана
Кана Асуми (яп. 阿澄佳奈 Асуми Кана, 12 августа, 1983, род. 12 августа 1983, Фукуока) — японская сэйю. В 2009 году на церемонии «Seiyu Awards» была награждена как лучшая начинающая актриса.
Работала в компании 81 Produce, сотрудничающей с актёрами озвучания.
В 2013 году стала победителем седьмой ежегодной награды для сэйю Seiyu Awards в двух категориях: «Лучшая актриса в главной роли», а также «Лучшее исполнение песни» (совместно с Мию Мацуки и Юкой Оцубо за песню «Ushirokara Haiyoritai G»).

## Личная жизнь
15 января 2014 года сообщила о браке в своём блоге. 31 декабря 2021 года объявила, что тремя годами ранее развелась, после чего вышла замуж повторно и забеременела.

## Роли в аниме
2007 год
- Bokurano (Кана Усиро);
- Hidamari Sketch [ТВ-1 и спецвыпуск 1] (Юно);
- Prism Ark (Бриджит);
- «Гуррен-Лаганн» [ТВ] (Кияль);
- «Характеры-хранители» [ТВ-1] (Ран);

2008 год
- Jigoku Shoujo [ТВ-3] (Сина Тамаё);
- Hidamari Sketch [ТВ-2] (Юно);
- Kyou no Gononi [ТВ] (Нацуми Хиракава);
- Persona: Trinity Soul (Мэгуми Каяно);
- Sekirei [ТВ-1] (Юкари Сахаси (сестра Минато));
- «Торадора!» (Сакура Кано);

2009 год
- Hidamari Sketch [спецвыпуск 2] (Юно);
- Kämpfer [ТВ-1] (Микото Кондо);
- Kyou no Gononi [OVA-2] (Нацуми Хиракава);
- Saint Seiya [OVA-4] (Агата);
- Umi Monogatari: Anata ga Ite Kureta Koto (Марин);
- «Гуррен-Лаганн» [фильм 2] (Кияль);
- «Характеры-хранители» [ТВ-3] (Ран);

2010 год
- Amagami SS (Мия Татибана);
- Angel Beats! (Ириэ);
- Black Rock Shooter [OVA] (Ю);
- Haiyore! Nyaruani [OVA] (Ньяруко (Ньярлатотеп));
- Haiyoru! Nyaruani: Remember My Mr. Craft [ТВ] (Ньяруко (Ньярлатотеп));
- Hidamari Sketch [ТВ-3] (Юно);
- MM! (Сидзука Садо);
- Nurarihyon no Mago (Саори Маки);
- Sekirei [ТВ-2] (Юкари Сахаси (сестра Минато));
- Tamayura [OVA] (Каору Ханава);
- Working!! [ТВ-1] (Попура Танэсима);
- «Староста-горничная» (Хонока);

2013 год
- Hyperdimension Neptunia (Бланк—Белое Сердце)
- Machine-Doll wa Kizutsukanai (Фрей);
- Sasami-san@Ganbaranai (Сасами);